# الخربة (فرع العدين)

تعديل مصدري - تعديل

الخربة محلة تابعة لقرية وادي بوكر، التابعة لعزلة بني احمد والثلث بمديرية فرع العدين إحدى مديريات محافظة إب في الجمهورية اليمنية، بلغ تعداد سكانها 117 حسب تعداد اليمن لعام 2004.